# 84 punding granatkanon
En 84 punding granatkanon er en kanon udviklet af J.S. Fibiger. Kanonen hører til våbensystem 1834.

## Egenskaber
Kanonløbet er fastmonteret på en såkaldt fæstningsaffutage og kan kun drejes i en begrænset vinkel. Granatkanonen er et meget effektivt våben i forsvaret af en fæstning. Granaten, også kaldet bomben, som den skyder med, er en hul stålkugle fyldt med krudt. Et brandrør, der er et hult trærør fyldt med langsomtbrændende krudt og anbragt i et hul i granaten, selvantændtes ved affyringen. Længden på brandrøret afgjorde, hvor hurtigt efter affyringen granaten ville eksplodere. Det mest effektive tidspunkt var lige inden nedslaget. I forhold til en morter, der også brugte granater, var træfsikkerheden større på grund af kanonens fladere skudbane. Kanonen skulle kunne affyre en granat hvert 5. minut, men i praksis skød man 7-8 skud om dagen.

## Brug
19 af disse kanoner var opstillet på  Fredericia Vold under belejringen i 1849.